# Antimitrella lamellosa
Antimitrella lamellosa là một loài ốc biển, là động vật thân mềm chân bụng sống ở biển trong họ Columbellidae.